# Ocala
Ocala ist eine Stadt und zudem der County Seat des Marion County im US-Bundesstaat Florida mit 63.591 Einwohnern (Stand: 2020).

## Geographie
Ocala liegt recht zentral in Florida. Orlando liegt etwa 120 km, Tampa und Jacksonville jeweils 140 km entfernt. Die Stadt ist das Zentrum der Metropolregion Ocala (engl.: Ocala Metropolitan Statistical Area), die dem Marion County entspricht.

## Geschichte
Der Name „Ocala“ kommt von dem mittlerweile ausgestorbenen Indianer-Stamm der „Timucuan“, die ihr Dorf „Ocali“ nannten, was übersetzt so viel bedeutet wie „Große Hängematte“. Die Straßen in Ocala tragen heute noch historische indianische oder spanische Namen, von den ehemaligen Landbesitzern.
1846 wurde Ocala Sitz der County-Verwaltung des Marion County, das nach dem Kriegshelden General Francis Marion benannt wurde. 1847 bauten die Siedler das erste Gerichtsgebäude, eine Post wurde eröffnet und die erste wöchentliche Zeitung herausgegeben. Anfang der 1850er Jahre kamen reiche Plantagenbesitzer aus South Carolina und gründeten im Umland riesige Plantagen. Um 1858 gehörte Ocala zu den führenden wirtschaftlichen und kulturellen Zentren Floridas. Der anschließende Amerikanische Bürgerkrieg zerstörte alle Plantagen und Geschäfte, die Bevölkerungszahl ging auf 200 zurück.
Im Jahre 1881 wurde durch die Peninsular Railroad, einer Tochtergesellschaft der Florida Railroad, eine Bahnstrecke von Waldo nach Ocala eröffnet. Durch die zweite Tochter Tropical Florida Railroad wurde diese Strecke 1882 bis Wildwood, 1886 bis Plant City und 1890 bis Tampa verlängert. 1887 wurde durch die Savannah, Florida and Western Railroad eine Bahnstrecke von Ocala nach Dunnellon eröffnet.
1883 zerstörte ein Großbrand während des Erntedankfestes praktisch die ganze Innenstadt. Ab dem Tag wurden neue Häuser nur noch aus Backsteinen gebaut, was der Stadt auch den Namen „Backstein-Stadt“ eingebracht hatte, den sie auch bis heute noch trägt. 1890 hatte Ocala eine Größe von rund 8 km² und eine Einwohnerzahl von 1895 und war damit seinerzeit die fünftgrößte Stadt in Florida.

### Religionen
In Ocala gibt es derzeit 119 verschiedene Kirchen aus 24 unterschiedlichen Konfessionen. Unter den zu einer Konfession gehörenden Kirchen ist die Baptistengemeinde mit 42 Kirchen am stärksten vertreten. Weiterhin gibt es 9 zu keiner Konfession gehörende Kirchen (Stand: 2004).

### Demographische Daten
Laut der Volkszählung 2010 verteilten sich die damaligen 56.315 Einwohner auf 26.764 Haushalte. Die Bevölkerungsdichte lag bei 562,6 Einw./km². 70,7 % der Bevölkerung bezeichneten sich als Weiße, 20,9 % als Afroamerikaner, 0,3 % als Indianer und 2,6 % als Asian Americans. 2,9 % gaben die Angehörigkeit zu einer anderen Ethnie und 2,4 % zu mehreren Ethnien an. 11,7 % der Bevölkerung bestand aus Hispanics oder Latinos.
Im Jahr 2010 lebten in 29,7 % aller Haushalte Kinder unter 18 Jahren sowie 29,7 % aller Haushalte Personen mit mindestens 65 Jahren. 58,2 % der Haushalte waren Familienhaushalte (bestehend aus verheirateten Paaren mit oder ohne Nachkommen bzw. einem Elternteil mit Nachkomme). Die durchschnittliche Größe eines Haushalts lag bei 2,30 Personen und die durchschnittliche Familiengröße bei 2,95 Personen.
25,5 % der Bevölkerung waren jünger als 20 Jahre, 26,8 % waren 20 bis 39 Jahre alt, 25,3 % waren 40 bis 59 Jahre alt und 22,4 % waren mindestens 60 Jahre alt. Das mittlere Alter betrug 38 Jahre. 47,6 % der Bevölkerung waren männlich und 52,4 % weiblich.
Das durchschnittliche Jahreseinkommen lag bei 36.706 $, dabei lebten 21,5 % der Bevölkerung unter der Armutsgrenze.
Im Jahr 2000 war Englisch die Muttersprache von 92,33 % der Bevölkerung, spanisch sprachen 5,15 % und 2,52 % hatten eine andere Muttersprache.

## Städtepartnerschaften
Ocala besitzt folgende Partnerstädte:
- Newbridge, County Kildare, Irland
- Pisa (Italien)
- Sincelejo, (Kolumbien)

## Sehenswürdigkeiten
Folgende Objekte sind im National Register of Historic Places gelistet:
| - Coca-Cola Bottling Plant - East Hall - Fort King Site - Marion Hotel - Mount Zion A.M.E. Church - Ocala Historic Commercial District - Ocala Historic District | - Ocala Union Station - Old Fessenden Academy Historic District - The Ritz Apartment - E. C. Smith House - Tuscawilla Park Historic District - West Ocala Historic District |

Östlich von Ocala liegt der Ocala National Forest, der von dem Fernwanderweg Florida Trail erschlossen wird.

## Wirtschaft
Eine nennenswerte Industrie gibt es nicht. Die hauptsächlichen Beschäftigungszweige sind: Ausbildung, Gesundheit und Soziales: (23,1 %), Banken, Finanzen, Immobilien: (13,3 %), Kunst, Unterhaltung, Restaurants: (10,3 %).
Ocala beheimatet über 400 Vollblut-Gestüte und gilt als ist die zweitgrößte Pferdezucht-Region der USA. Das Tryon International Equestrian Center befindet sich in North Carolina.

## Kliniken
- Ocala Regional Medical Center
- Munroe Regional Medical Center

## Bildung

### Schulen
- Blessed Trinity Elementary School (ca. 670 Schüler)
- First Assembly Christian School (ca. 280 Schüler)
- Grace Episcopal Day School (ca. 230 Schüler)
- Cornerstone School (ca. 190 Schüler)
- Howard Middle School (ca. 1.180 Schüler)
- Osceola Middle School (ca. 1.080 Schüler)
- Saddlewood Elementary School (ca. 830 Schüler)
- Fort King Middle School (ca. 830 Schüler)

### Weiterführende Bildungseinrichtungen

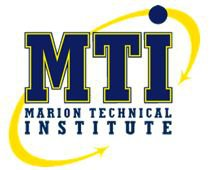
Logo des MTI

- Forest High School mit rund 1.830 Schüler
- Vanguard High School mit ungefähr 1.750 Schüler
- Lake Weir High School mit etwa 1.680 Schüler
- St John Lutheran School (privat) mit rund 700 Schüler
- Central Florida Community College mit etwa 3.100 Studenten
- Webster College mit rund 300 Studenten
- Marion County School of Radiologic Technology mit rund 20 Studenten
- Florida AuctionSchool Inc.

### Bibliotheken
In Ocala gibt es die „Marion County Public Library“ mit über 343.000 Büchern, über 7.600 Audioaufzeichnungen und über 7.900 Videos.

## Verkehr
Ocala wird von der Interstate 75, von den U.S. Highways 27 (SR 500), 301 und 441 (SR 25) sowie den Florida State Roads 40, 200, 464 und 492 durchquert. Die Stadt besitzt mit dem Ocala International Airport einen eigenen Flughafen.
Die Ocala Union Station war von 1994 bis 1995 sowie von 1996 bis 2004 eine Station des Palmetto der Bahngesellschaft Amtrak von New York City nach Tampa. Heute wird der Abschnitt zwischen Jacksonville und Lakeland durch die Fernbusse von Amtrak Thruway Motorcoach bedient.

## Kriminalität
Die Kriminalitätsrate lag im Jahr 2010 mit 470 Punkten (US-Durchschnitt: 266 Punkte) im hohen Bereich. Es gab drei Morde, 34 Vergewaltigungen, 155 Raubüberfälle, 269 Körperverletzungen, 712 Einbrüche, 2372 Diebstähle, 87 Autodiebstähle und vier Brandstiftungen.

## Söhne und Töchter der Stadt
- James H. Williams (1926–2016), Politiker, Vizegouverneur von Florida
- Patrick O’Neal (1927–1994), Theater- und Filmschauspieler
- Buddy MacKay (1933–2024), Politiker, 42. Gouverneur von Florida
- Elizabeth Ashley (* 1939), Schauspielerin
- Herbie Goins (1939–2015), Rhythm-&-Blues- und Soulsänger
- Chad Brock (* 1963), Country-Sänger
- Daunte Culpepper (* 1977), American-Football-Spieler
- Tom Denney (* 1982), Musikproduzent
- Brian Calzini (* 1985), Musiker
- Joey Mantia (* 1986), Eisschnellläufer
- Brooke Newton (* 1986), Schauspielerin und Synchronsprecherin
- Brittany Bowe (* 1988), Eisschnellläuferin
- Santana Garrett (* 1988), Wrestlerin
- Erin Jackson (* 1992), Inline-Speedskaterin und Eisschnellläuferin
- P. J. Williams (* 1993), American-Football-Spieler

sonstiges:
- A Day to Remember (gegründet 2003), Post-Hardcore/Metalcore-Band, stammt aus Ocala
- Wage War (gegründet 2013), Metalcore-Band aus Ocala